# Frits Ørskov
Frits Ørskov (Frederiksborg, 20 de janeiro de 1922 – 29 de julho de 2015) foi um microbiologista dinamarquês.
Filho do diretor do Seruminstitut dinamarquês, Jeppe Ørskov (1892–1977). Estudou medicina e obteve um doutorado na Universidade de Copenhague. Em 1948 casou com sua colega Ida Ørskov, tendo o casal dois filhos, e com quem trabalhou conjuntamente. Ambos dirigiram em Copenhague um centro de pesquisa sobre patologias causadas por Enterobactérias.
Recebeu em 1990 com Ida Ørskov o Prêmio Paul Ehrlich e Ludwig Darmstaedter.